# Campoalegre
Campoalegre ist eine Gemeinde (municipio) im Departamento Huila in Kolumbien.

## Geografie

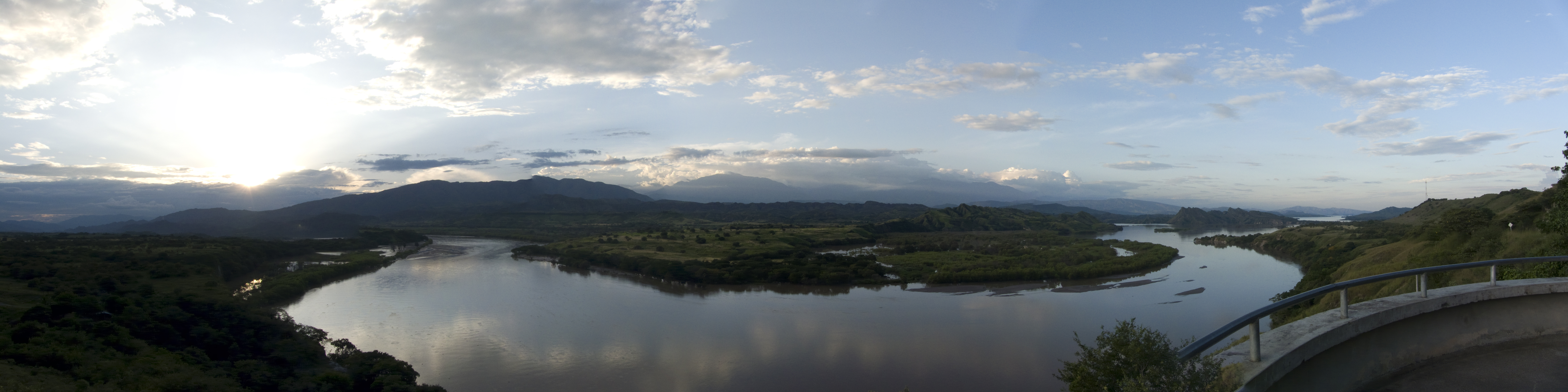
Represa de Betania

Campoalegre liegt in Huila, in der Subregion Subnorte, 22 km von Neiva entfernt auf einer Höhe von 525 m ü. NN und hat eine Durchschnittstemperatur von 27 °C. Das Gebiet der Gemeinde liegt zwischen dem Oberlauf des Río Magdalena und dem Stausee Represa de Betania im Westen und der Ostkordillere der kolumbianischen Anden im Osten. Campoalegre gehört zur inoffiziellen aber de facto existierenden Metropolregion Neiva. Die Gemeinde grenzt im Norden an Rivera und Palermo, im Süden an Hobo, im Osten an Algeciras und im Westen an Yaguará und Hobo.

## Bevölkerung
Die Gemeinde Campoalegre hat 31.865 Einwohner, von denen 24.136 im städtischen Teil (cabecera municipal) der Gemeinde leben. In der Metropolregion leben 499.618 Menschen (Stand: 2022).

## Geschichte
Das Gebiet der heutigen Gemeinde war bei der Ankunft der Spanier besiedelt vom indigenen Volk der Tamas. In der Nähe des heutigen Ortes existierte lange Zeit ein indigenes Dorf mit dem Namen Otas. Campoalegre selbst wurde 1809 nach Schenkung des Geländes gegründet. Der Ort erhielt 1840 den Status einer Aldea und 1860 den Status einer Gemeinde.

## Wirtschaft
Die wichtigsten Wirtschaftszweige von Campoalegre sind Landwirtschaft (insbesondere Reis, Sorghumhirsen, Kaffee, Kakao, Tabak und Bananen), Tierhaltung, Teichwirtschaft und Kunsthandwerk.